# Lycosidae

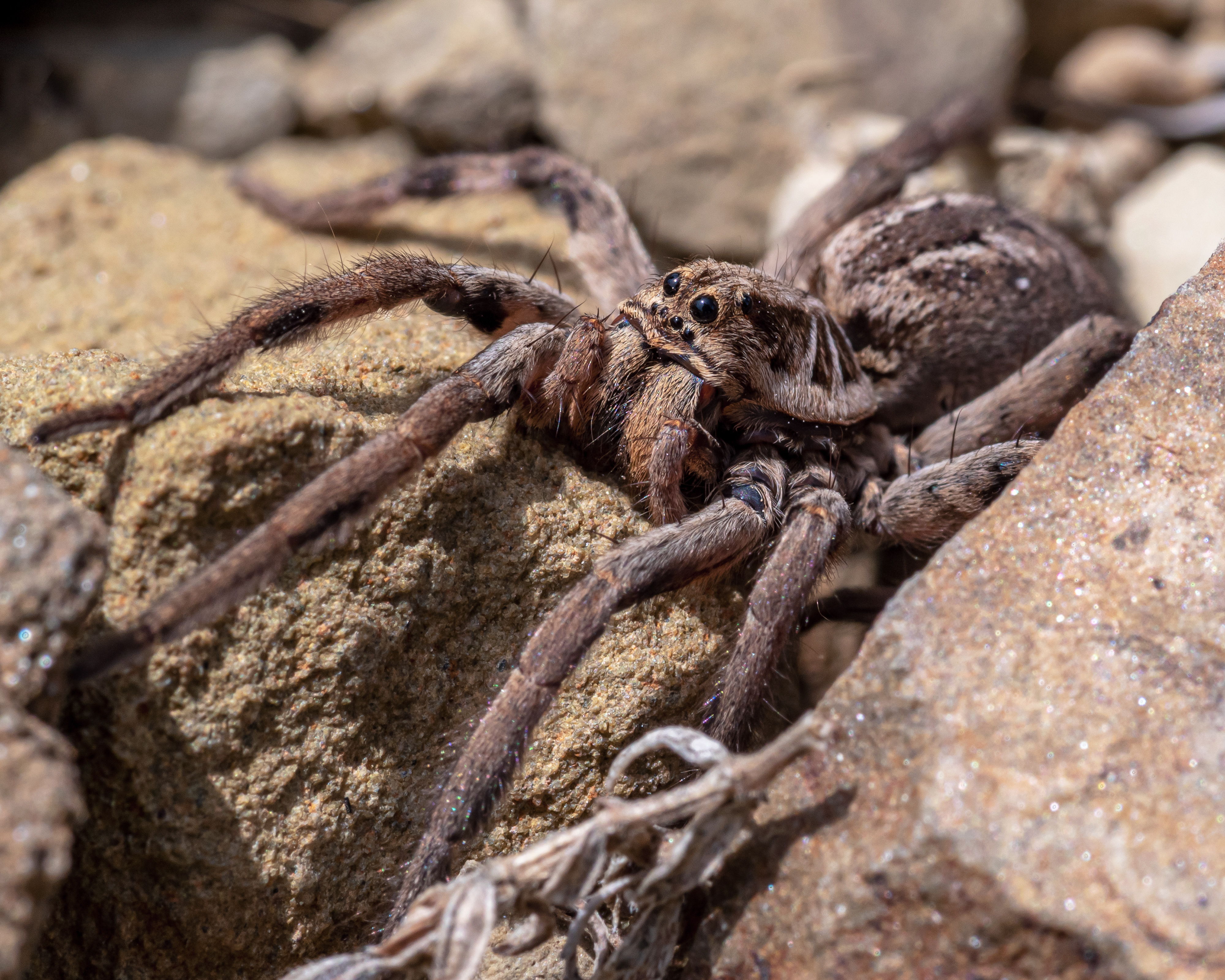
Tarántula del altiplano en La Paz, Bolivia.

Los licósidos (Lycosidae) son una familia de arañas araneomorfas, entre cuyos miembros se encuentran las que en Europa se llaman tarántulas.
Lycos es palabra griega que significa lobo y en muchos idiomas, como el inglés, se ha adoptado la expresión “arañas lobo” como traducción de Lycosidae. En realidad, según es regla extendida, el nombre de la familia deriva del de uno de sus géneros, Lycosa. Las arañas más grandes de Europa se encuadran en esta familia, que también incluye miembros de pocos milímetros de longitud.

## Nombre común
El nombre común de estas arañas, tarántula, se presta a confusión; para otras arañas denominadas así, véase tarántula.

## Características

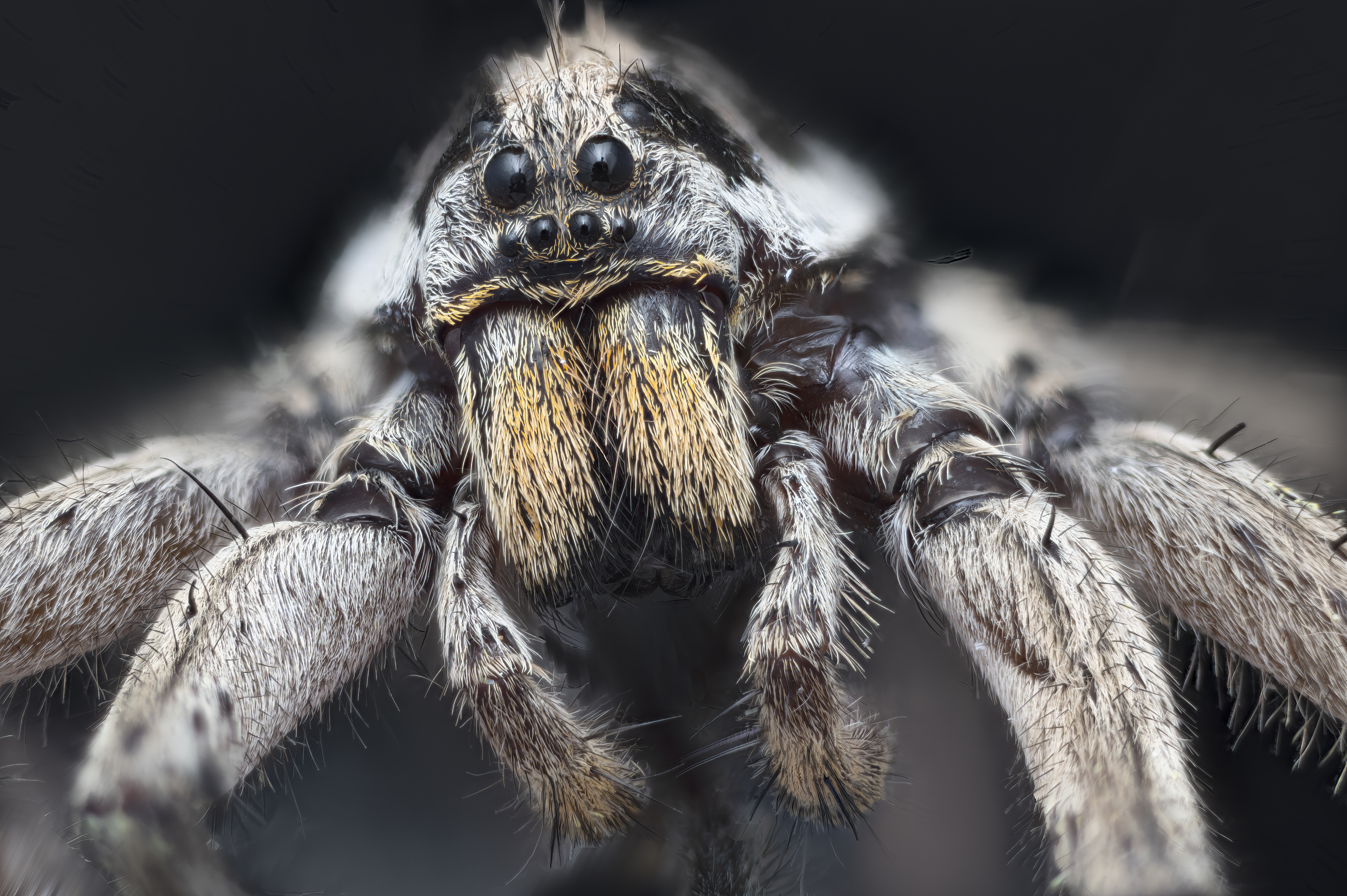
Araña Lycosidae

Son arañas que vagan en el suelo, excavando pequeñas galerías verticales u ocupando grietas naturales desde las que acechan a sus presas, cuya presencia detectan por las vibraciones del suelo. Las del género Pirata habitan ambientes húmedos y son capaces de correr sobre el agua o sumergirse en ésta para escapar de los predadores. No fabrican una red de caza (salvo las de los géneros Sosippus, Aglaoctenus (Sudamericano) y Diapontia (Sudamericano), pero algunas tapizan con seda sus refugios. Las patas y los quelíceros son robustos, siendo el cuarto par de patas el más largo. Dos de sus ocho ojos son relativamente grandes y frontales, de manera que disfrutan de mejor visión que la mayoría de los arácnidos, lo que les permite orientarse visualmente y perseguir activamente a sus presas.

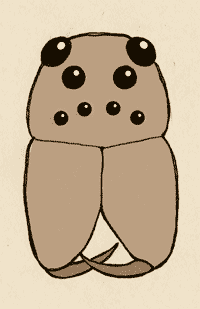
Prosoma de un licósido; vista frontal que muestra la disposición de los ocho ojos, característica de la familia, y los dos quelíceros, cada uno con su uña venenosa
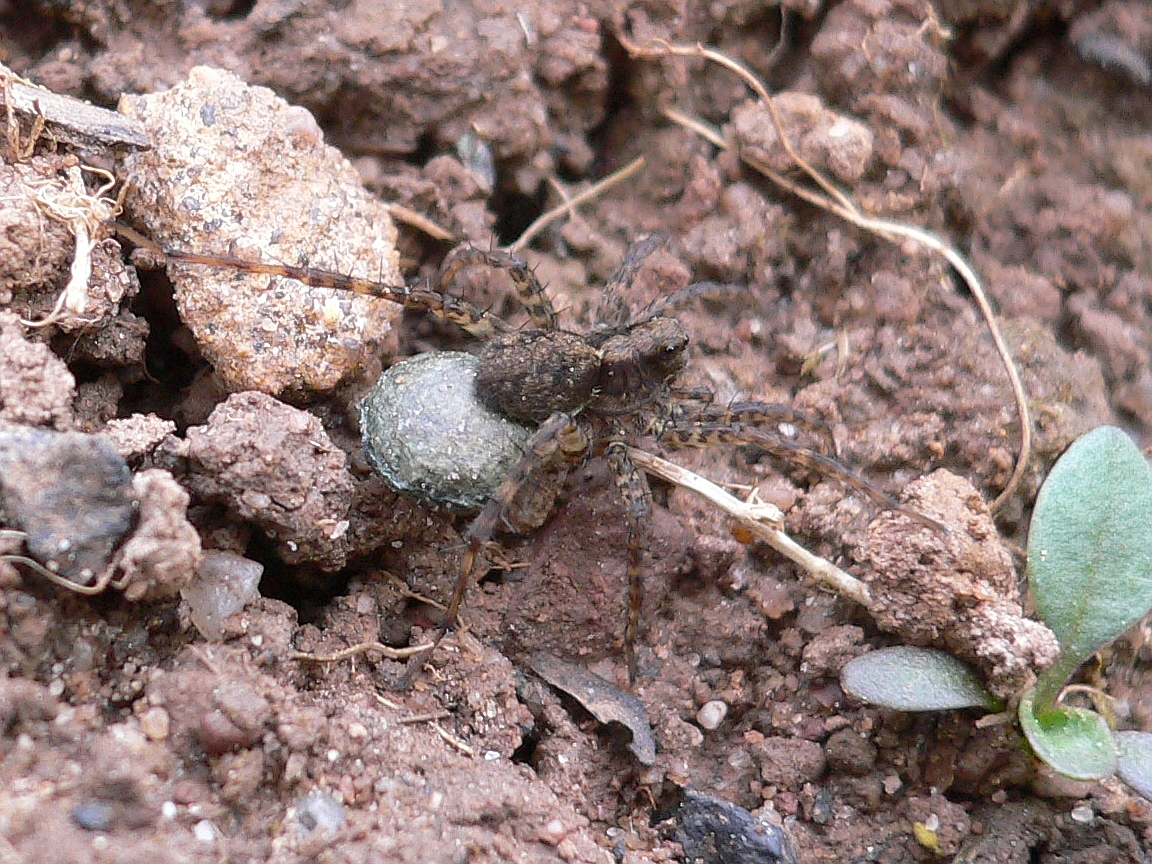
Hembra de Pardosa sp. portando su saco de huevos

Los machos cortejan a las hembras con movimientos rítmicos de sus pedipalpos y levantando las patas anteriores. Una vez logrado el permiso, el macho se coloca sobre el cefalotórax de la hembra y la fecunda con sus pedipalpos. Las hembras fabrican para los huevos  un saco esférico que portan colgando del extremo posterior e inferior del abdomen. Cuando los huevos eclosionan, llevan a las crías sobre el abdomen hasta que realizan su primera muda. En algunos casos se ha observado que las hembras exponen el saco de huevos al sol.

## Lista de géneros
Se reconocen los siguientes según WSC:
| - Acantholycosa Dahl, 1908 - Adelocosa Gertsch, 1973 - Agalenocosa Mello-Leitão, 1944 - Aglaoctenus Tullgren, 1905 - Algidus Simon, 1898 - Allocosa Banks, 1900 - Allotrochosina Roewer, 1960 - Alopecosa Simon, 1885 - Amblyothele Simon, 1910 - Anomalomma Simon, 1890 - Anomalosa Roewer, 1960 - Anoteropsis L. Koch, 1878 - Arctosa C. L. Koch, 1847 - Arctosippa Roewer, 1960 - Arctosomma Roewer, 1960 - Artoria Thorell, 1877 - Artoriellula Roewer, 1960 - Artoriopsis Framenau, 2007 - Aulonia C. L. Koch, 1847 - Auloniella Roewer, 1960 - Birabenia Mello-Leitão, 1941 - Bogdocosa Ponomarev & Belosludtsev, 2008 - Brevilabus Strand, 1908 - Bristowiella Saaristo, 1980 - Camptocosa Dondale, Jiménez & Nieto, 2005 - Caporiaccosa Roewer, 1960 - Caspicosa Ponomarev, 2007 - Costacosa Framenau & Leung, 2013 - Crocodilosa Caporiacco, 1947 - Cynosa Caporiacco, 1933 - Dejerosa Roewer, 1960 - Deliriosa Kovblyuk, 2009 - Diahogna Roewer, 1960 - Diapontia Keyserling, 1876 - Dingosa Roewer, 1955 - Dolocosa Roewer, 1960 - Donacosa Alderweireldt & Jocqué, 1991 - Dorjulopirata Buchar, 1997 - Draposa Kronestedt, 2010 - Edenticosa Roewer, 1960 - Evippa Simon, 1882 - Evippomma Roewer, 1959 - Foveosa Russell-Smith, Alderweireldt & Jocqué, 2007 - Geolycosa Montgomery, 1904 - Gladicosa Brady, 1987 - Gnatholycosa Mello-Leitão, 1940 - Gulocosa Marusik, Omelko & Koponen, 2015 - Hesperocosa Gertsch & Wallace, 1937 - Hippasa Simon, 1885 - Hippasella Mello-Leitão, 1944 - Hoggicosa Roewer, 1960 - Hogna Simon, 1885 - Hognoides Roewer, 1960 - Hyaenosa Caporiacco, 1940 - Hygrolycosa Dahl, 1908 - Kangarosa Framenau, 2010 - Katableps Jocqué, Russell-Smith & Alderweireldt, 2011 - Knoelle Framenau, 2006 - Lobizon Piacentini & Grismado, 2009 - Loculla Simon, 1910 - Lycosa Latreille, 1804 - Lycosella Thorell, 1890 | - Lysania Thorell, 1890 - Mainosa Framenau, 2006 - Malimbosa Roewer, 1960 - Margonia Hippa & Lehtinen, 1983 - Megarctosa Caporiacco, 1948 - Melecosa Marusik, Omelko & Koponen, 2015 - Melocosa Gertsch, 1937 - Minicosa Alderweireldt & Jocqué, 2007 - Molitorosa Roewer, 1960 - Mongolicosa Marusik, Azarkina & Koponen, 2004 - Mustelicosa Roewer, 1960 - Navira Piacentini & Grismado, 2009 - Notocosa Vink, 2002 - Nukuhiva Berland, 1935 - Oculicosa Zyuzin, 1993 - Ocyale Audouin, 1826 - Orinocosa Chamberlin, 1916 - Orthocosa Roewer, 1960 - Paratrochosina Roewer, 1960 - Pardosa C. L. Koch, 1847 - Pardosella Caporiacco, 1939 - Passiena Thorell, 1890 - Pavocosa Roewer, 1960 - Phonophilus Ehrenberg, 1831 - Pirata Sundevall, 1833 - Piratula Roewer, 1960 - Proevippa Purcell, 1903 - Prolycosides Mello-Leitão, 1942 - Pseudevippa Simon, 1910 - Pterartoria Purcell, 1903 - Pterartoriola Roewer, 1959 - Pyrenecosa Marusik, Azarkina & Koponen, 2004 - Rabidosa Roewer, 1960 - Satta Lehtinen & Hippa, 1979 - Schizocosa Chamberlin, 1904 - Shapna Hippa & Lehtinen, 1983 - Sibirocosa Marusik, Azarkina & Koponen, 2004 - Sosippus Simon, 1888 - Syroloma Simon, 1900 - Tapetosa Framenau, Main, Harvey & Waldock, 2009 - Tasmanicosa Roewer, 1959 - Tetralycosa Roewer, 1960 - Tigrosa Brady, 2012 - Trabea Simon, 1876 - Trabeops Roewer, 1959 - Trebacosa Dondale & Redner, 1981 - Tricassa Simon, 1910 - Trochosa C. L. Koch, 1847 - Trochosippa Roewer, 1960 - Tuberculosa Framenau & Yoo, 2006 - Varacosa Chamberlin & Ivie, 1942 - Venator Hogg, 1900 - Venatrix Roewer, 1960 - Venonia Thorell, 1894 - Vesubia Simon, 1910 - Wadicosa Zyuzin, 1985 - Xerolycosa Dahl, 1908 - Zantheres Thorell, 1887 - Zenonina Simon, 1898 - Zoica Simon, 1898 - Zyuzicosa Logunov, 2010 - †Dryadia Zhang, Sun & Zhang, 1994 |